# Denpasar

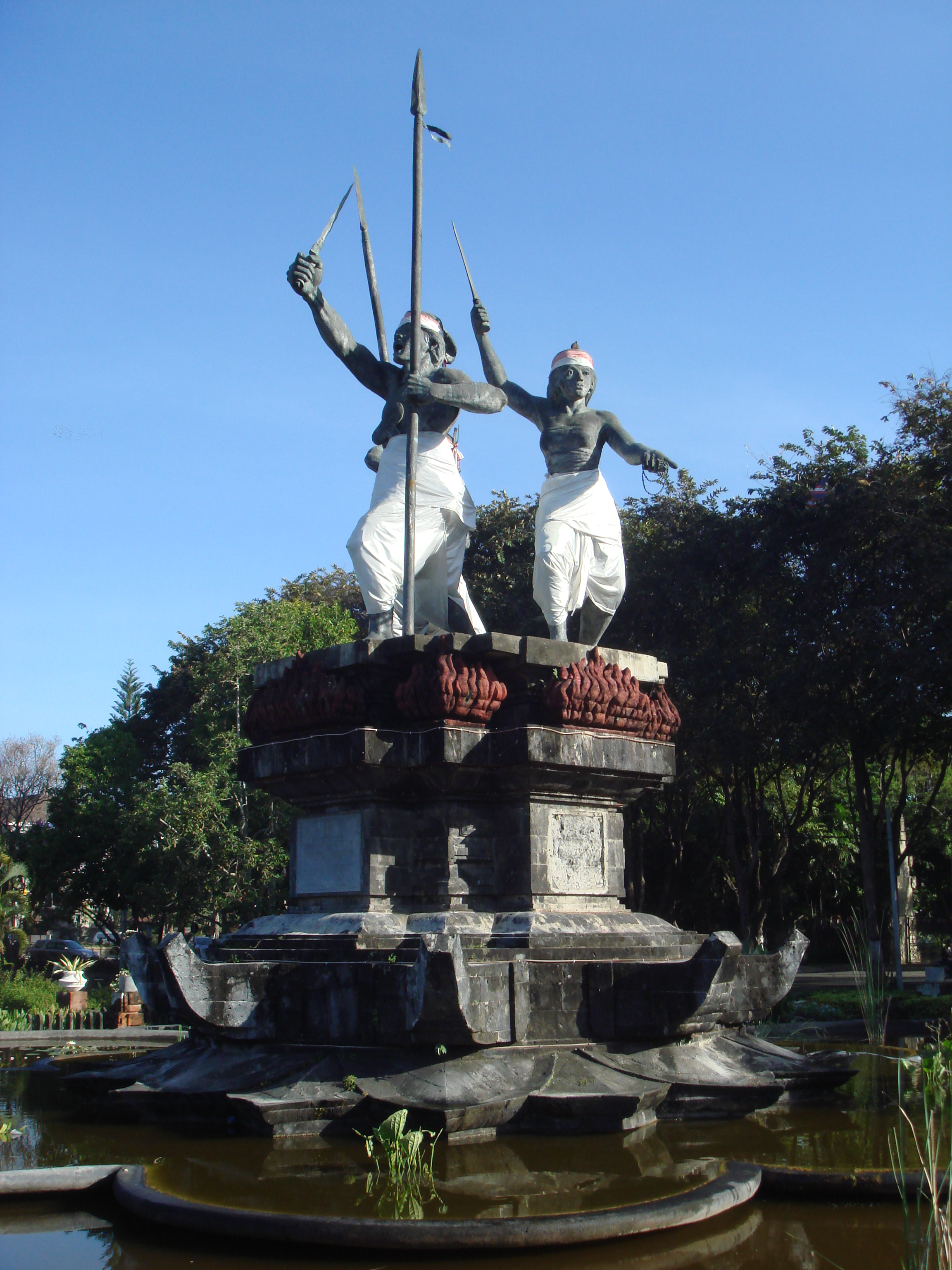
Monument commémoratif du puputan de 1906

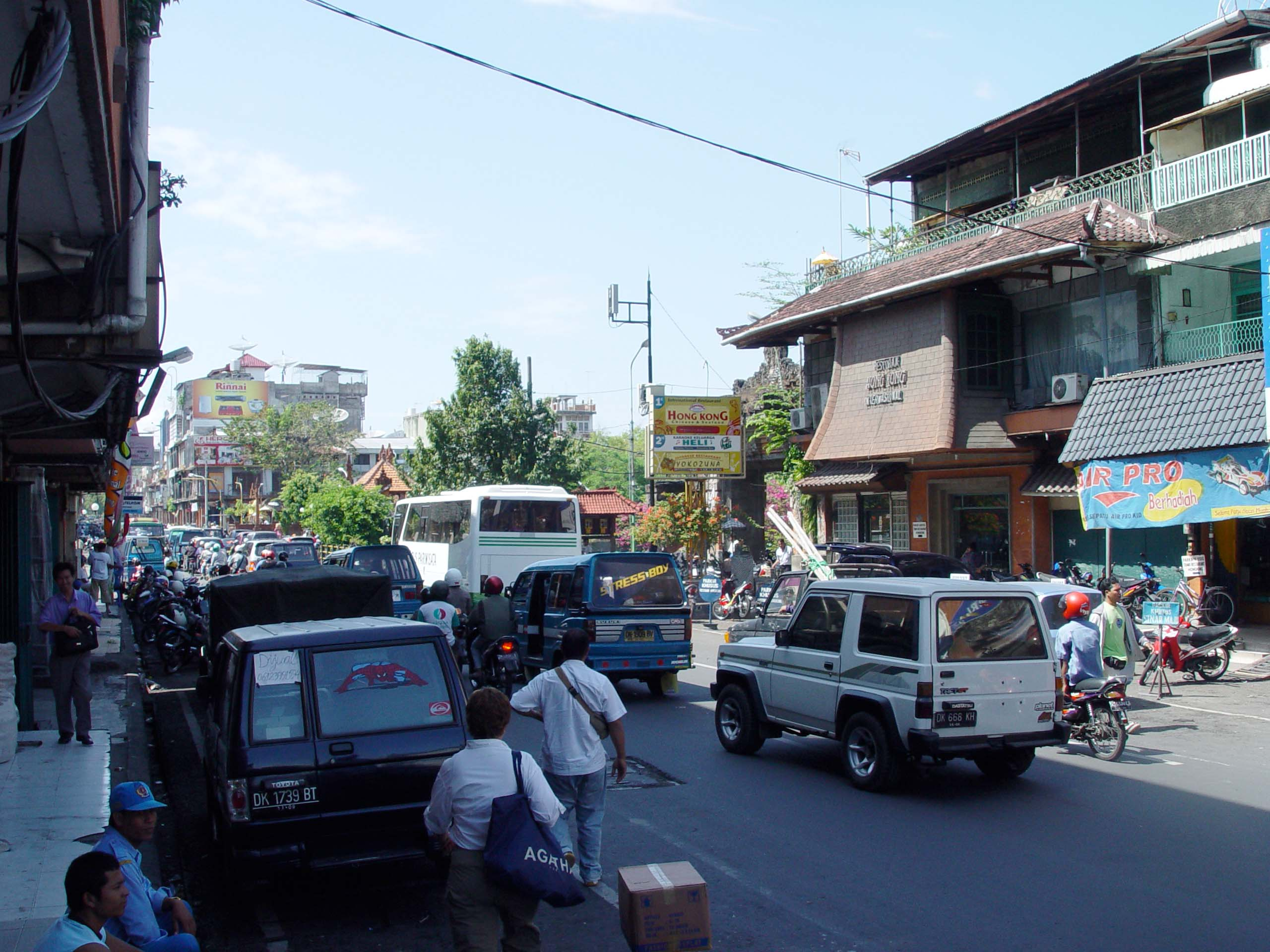
Une rue de Denpasar

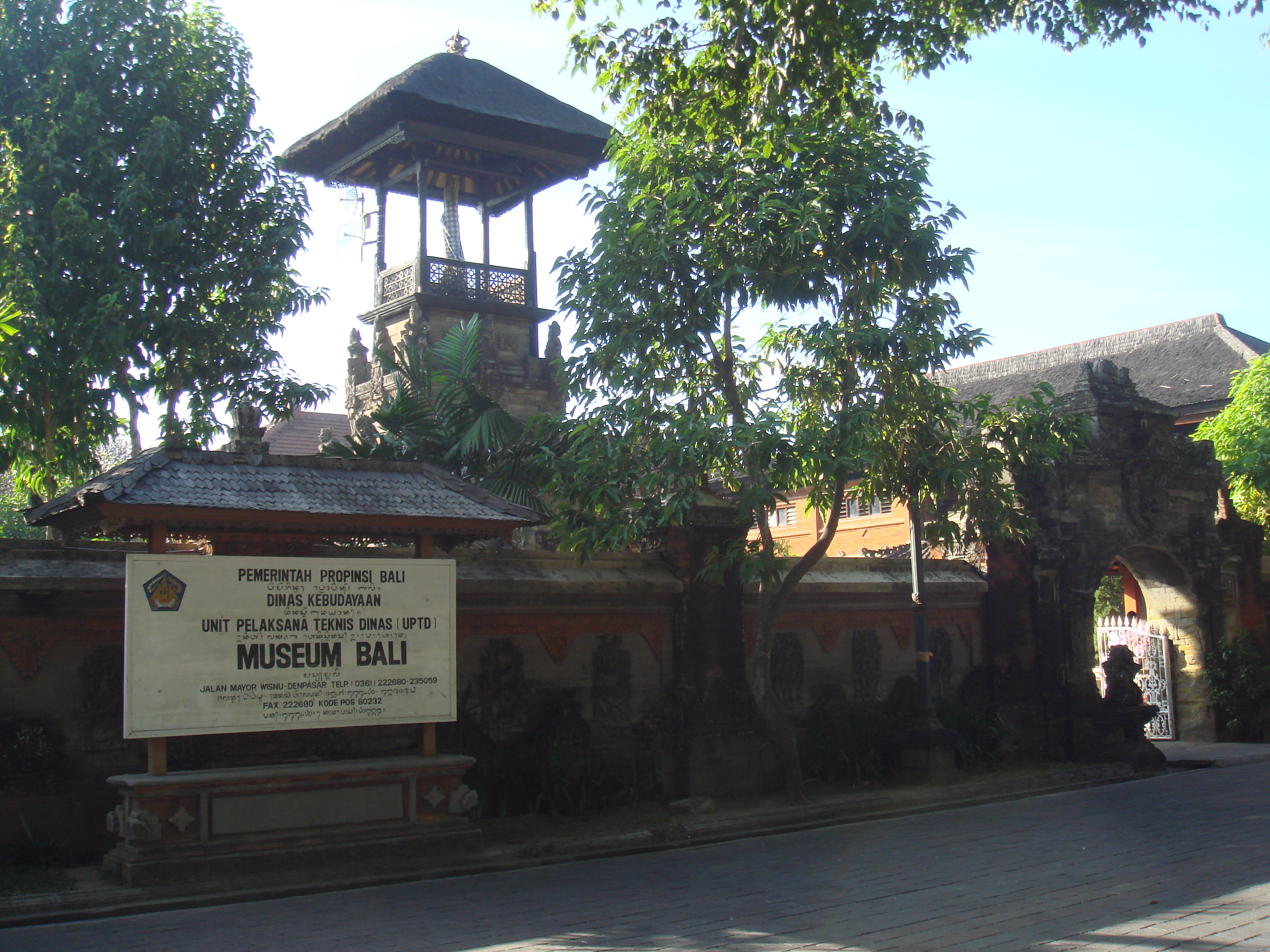
Le à Denpasar

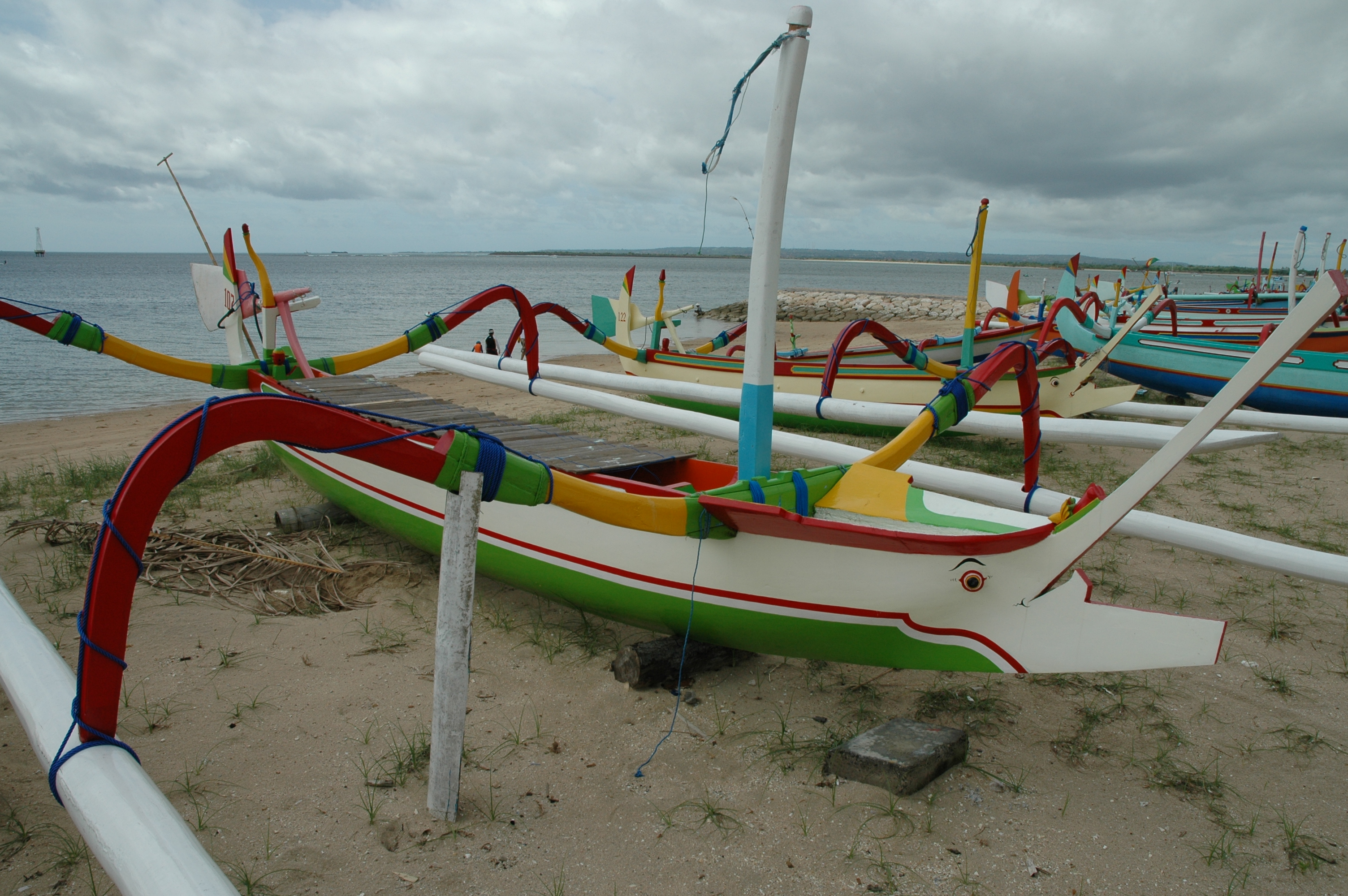
Bateaux sur la plage de Sanur, kelurahan du kecamatan de Denpasar sud.

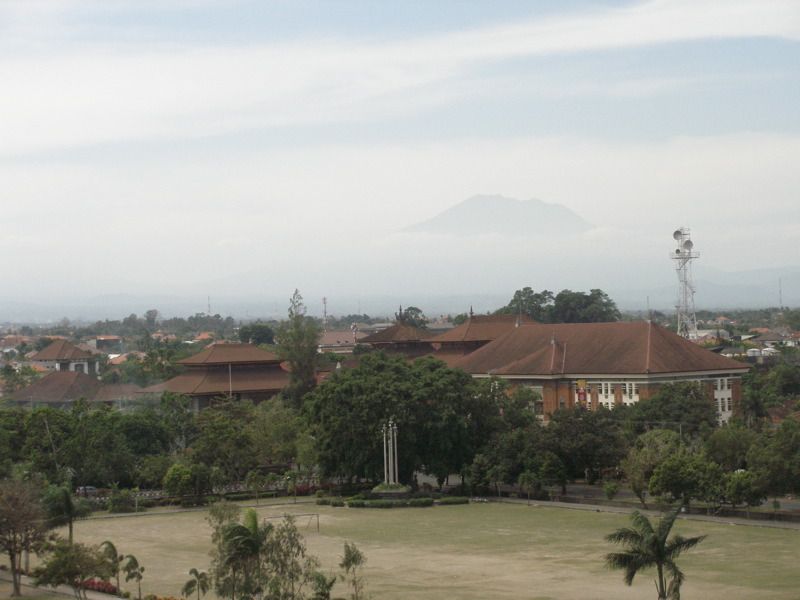
Vue de l'Agung depuis Denpasar.

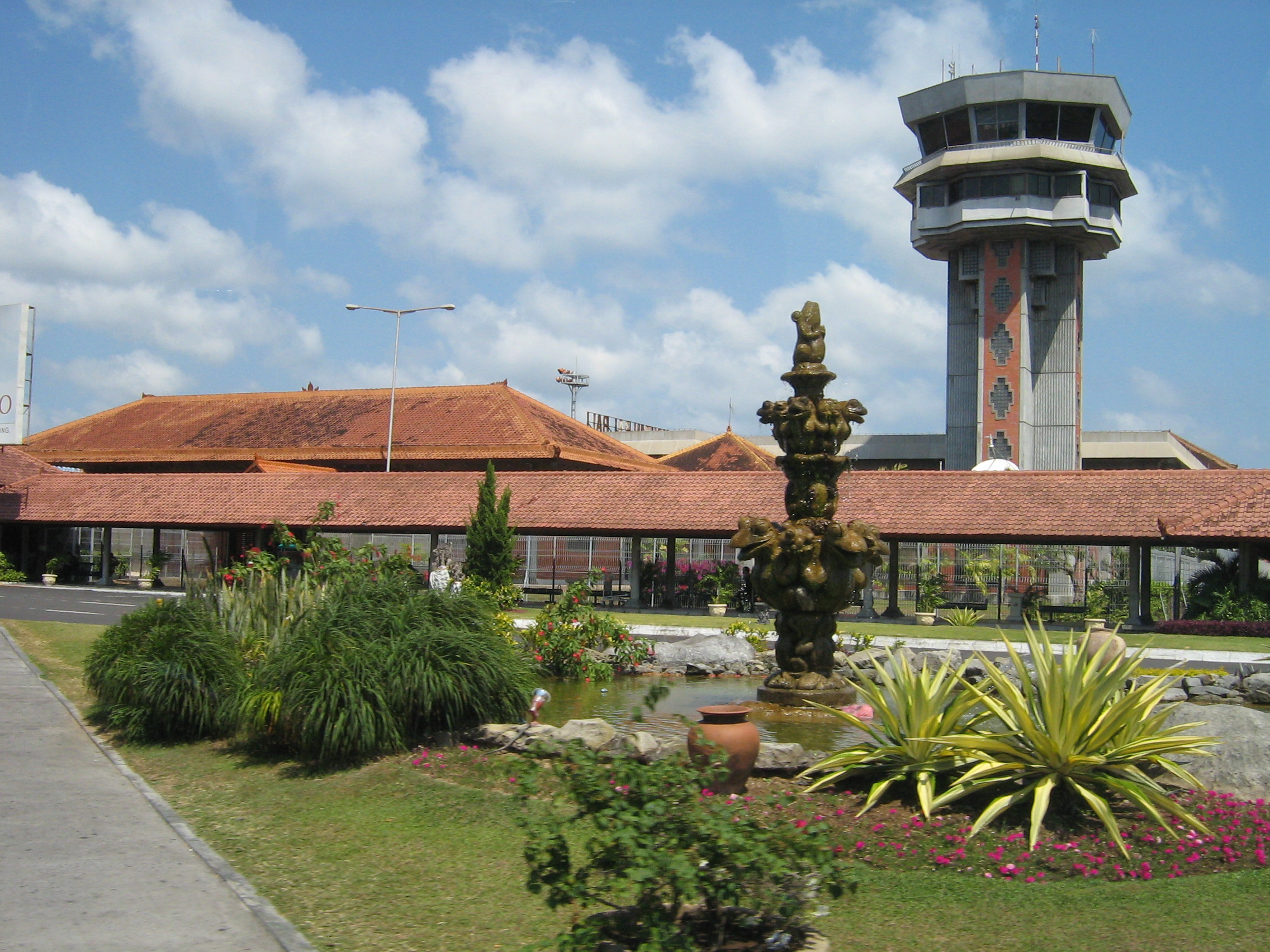
Tour de contrôle de l'aéroport international de Denpasar

Denpasar est une kota (« ville ») de la province de Bali, dans le Sud de l’Indonésie, dont elle est le chef-lieu (ibu kota).

## Histoire
Denpasar était la capitale du royaume de Badung.

## Géographie
La superficie totale de la kota de Denpasar est de 127,78 km2. Le port de la ville s'ouvre sur le détroit de Badung, qui le connecte à la mer de Bali au nord et l'océan indien au sud.

## Administration
Denpasar est la seule ville de la province de Bali, dont elle est la capitale (ibu kota), à détenir le statut de kota, subdivision de même niveau que le kabupaten (« département »). Elle est dirigée par un walikota (« maire ») élu par l'assemblée municipale, elle-même élue au suffrage direct. Pour la législature 2008-2013, le walikota de Denpasar est Ib. Rai Dharmawijaya Mantra.
La kota de Denpasar est subdivisée en quatre kecamatan regroupant les kelurahan et desa suivantes :
Kecamatan de Denpasar ouest (Denpasar Barat)
- kelurahan de Dauh Puri, Padang Sambian et Pemecutan
- desa de Dauh Puri Kangin, Dauh Puri Kauh, Dauh Puri Klod, Padangsambian Kaja, Padangsambian Klod, Pemecutan Klod, Tegal Harum et Tegal Kerta

Kecamatan de Denpasar sud (Denpasar Selatan)
- kelurahan de Panjer, Pedungan, Renon, Sanur, Serangan et Sesetan
- desa de Pemogan, Sanur Kaja, Sanur Kauh et Sidakarya

Kecamatan de Denpasar est (Denpasar Timur)
- kelurahan de Dangin Puri, Kesiman, Penatih et Sumerta
- desa de Dangin Puri Klod, Penatih Dangin Puri, Sumerta Kaja, Sumerta Kauh, Kesiman Kertalangu, Sumerta Klod et Kesiman Petilan

Kecamatan de Denpasar nord (Denpasar Utara)
- kelurahan de Peguyangan, Tonja et Ubung
- desa de Dangin Puri Kaja, Dangin Puri Kangin, Dangin Puri Kauh, Dauh Puri Kaja, Peguyangan Kaja, Peguyangan Kangin, Pemecutan Kaja et Ubung Kaja

## Population
Les résultats du recensement de la population indonésienne en 2010 (id) (Sensus Penduduk Indonesia 2010), prenant en compte les résidents étrangers installés depuis plus de six mois, publiés par le Badan Pusat Statistik (BPS), (Bureau central de la statistique) donnent :
- 788 445 habitants pour Denpasar, répartis entre ses quatre kecamatan :
- 229 483 habitants pour Denpasar ouest (Denpasar Barat),
- 244 957 habitants pour Denpasar sud (Denpasar Selatan),
- 137 932 habitants pour Denpasar est (Denpasar Timur) et
- 176 073 habitants pour Denpasar nord (Denpasar Utara)[1].

Ils diffèrent très sensiblement des chiffres enregistrés par le service de la population et de l'état-civil de la kota de Denpasar qui sont, pour 2010, de :
- 637 701 habitants pour Denpasar, répartis entre ses quatre kecamatan :
- 191 038 habitants pour Denpasar ouest,
- 173 626 habitants pour Denpasar sud, kacematan dans lequel se trouve le kelurahan de Sanur),
- 115 807 habitants pour Denpasar est et
- 157 230 habitants pour Denpasar nord[4].

## Religion
Les habitants de Denpasar se réclament majoritairement, comme dans toute la province de Bali, de la religion hindouiste. Les chiffres donnés par le service de la population et de l'état-civil de la kota de Denpasar indiquent pour 2010 :
- 412 664 hindous,
- 151 195 musulmans,
- 29 284 chrétiens,
- 14 596 catholiques et
- 14 013 bouddhistes[5]

Denpasar est le siège Diocèse de Denpasar dont la cathédrale est la cathédrale du Saint-Esprit.

## Sport
Le Club du  Bali United est le club représentant l’île de Bali connu pour le football ils ont aussi un club de Basket-ball la majorité des fans du club de l’île se trouvent à Denpassar .

## Transports
L'aéroport international de Denpasar Ngurah Rai est la porte d'entrée internationale de Bali. C'est le 3e d'Indonésie pour le trafic. Il est directement relié à Denpasar par le pont de Bali Mandara.

## Personnalités
- Isabel da Costa Ferreira (1974-2023), femme politique du Timor oriental, a suivi des études de droit dans l'université de Denpasar